# Вежа Ковпак (Кам'янець-Подільська фортеця)
Ве́жа Ковпа́к (Шляхе́тська) — фортечна вежа № 11 Старого замку міста Кам'янець-Подільський. Пам'ятка — типовий зразком фланкувальної вежі.

## Назва
За припущенням дослідниці Ольги Пламеницької, назва вежі «Ковпак» походить від форми склепіння, хоча конусоподібні дахи, які забезпечували захист від атмосферних опадів, були поширені у середньовічній фортифікації XIV–XV століть.
В описі за 1613 рік назва Шляхетська пов'язана з тим, що у вежі тримали шляхтичів-злочинців.

## Згадка в історичних джерелах
Опис вежі зберігся в «Реєстрі всіх будівель навколо замку Кам'янецького» за 1544 рік:

| «Ковпак… добре споруджена і на міцному фундаменті. Під нею, між замковим валом і ровом, розташована стара і дуже пошкоджена мала вежа, яку необхідно знову залучити до справи. Облаштована над самою скелею вона під час навали ворога призначена для охорони вартою дороги, що веде з Хотина і якраз проходить повз цієї башточки. У цю обсерваційну башточку від хвіртки, що є у Папській вежі, веде знову прокладений рів для вільного і безпечного проходу туди із замку і назад варти зі зброєю в руках».[3] |
Про вежу є також згадка в описі «Інвентар і люстрація староств Кам'янецького та Летичівського» за 1613 рік:

| «Вежа Шляхетська на південь в мурі: ярусів було п’ять, тепер їх немає… названа Шляхетською, оскільки шляхтичі-злочинці в ній перебувають, бланки до неї від Папської башти покриті ґонтом».[2] |

## Історія

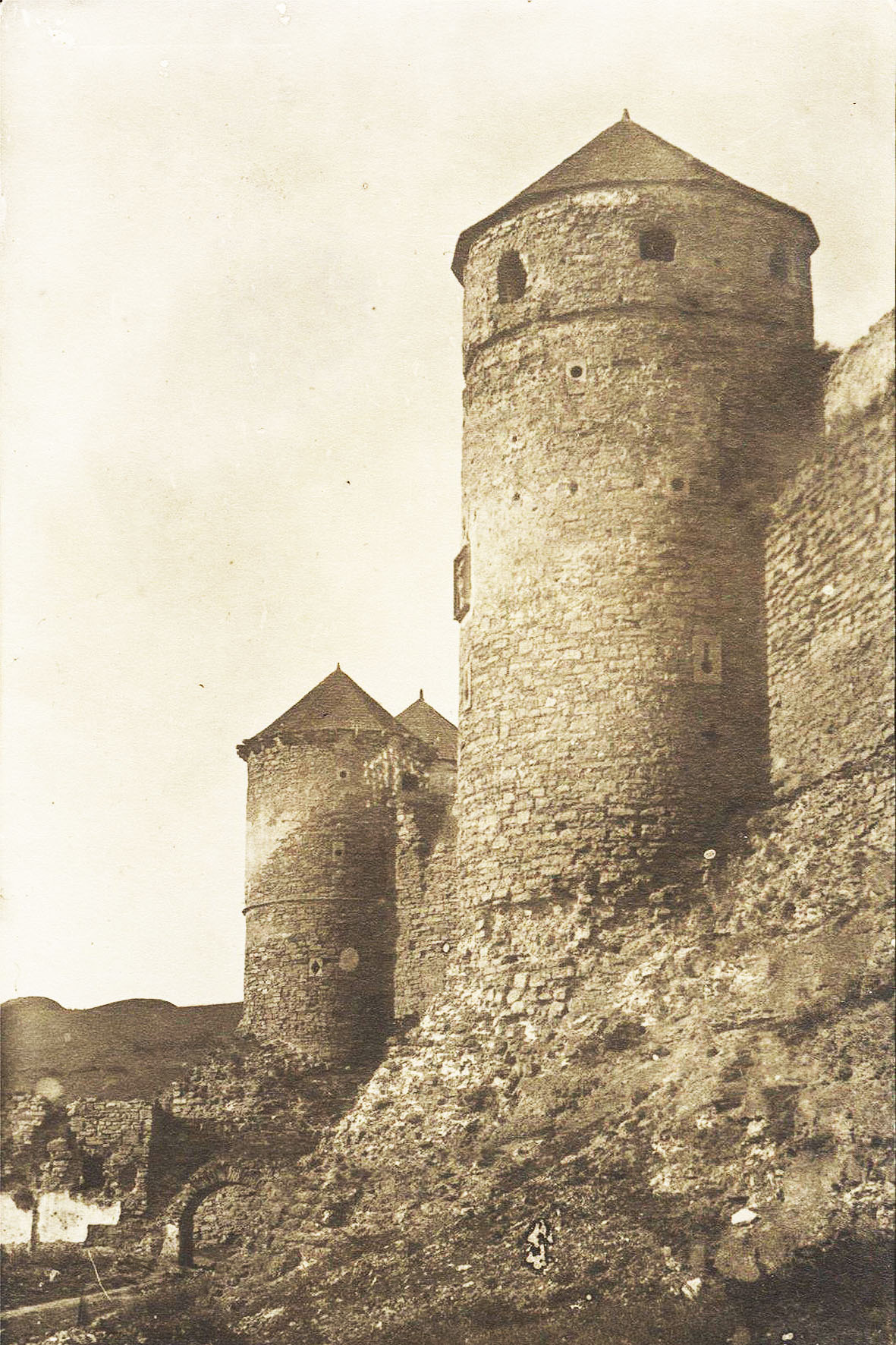
Вежі Ковпак (справа) і Тенчинська (зліва), близько 1900

Зведена в другій половині XIV століття, згодом, зазнала перебудови. 
На початку XVI століття і в 1544 році укріпили кам'яною кладкою скельну основу вежі, обтинькували фасади, перебудували північні мури, заклали внутрішньостінний хід з кам'яними сходами, а замість нього зробили дерев'яні галереї уздовж північного фасаду. Під час штурму замку 1672 року верхня частина вежі зазнала пошкодження.

## Опис
Основою вежі служать дві ескарпові стіни, які під гострим кутом сходяться на осі вежі. Діаметр башти — 7 м. Товщина кам'яних стін — 2 м. На рівні п'ятого ярусу на підлогових фасадах проходить смуга висотою 0,4 м. Перекриття — плоскі по балках. Бійниці двох типів — ключеподібні і круглі; на п'ятому ярусі — у вигляді невеликих віконних прорізів з арковими перемичками. Білокам'яні портали XVI століття вирішені в простих формах з характерним заокругленням в архітравному блоці.